# Львовский государственный цирк
Льво́вский госуда́рственный цирк (укр. Львівський державний цирк) — развлекательное учреждение во Львове. Адрес: улица Городоцкая, 83. Расположен у подножия Святоюрской горы, на вершине которой находится собор Святого Юра.

## История
Львовский цирк был построен в 1969 году по проекту архитекторов А. Бахматова и М. Каневского.
Цирк — купольное цилиндрическое строение с периметрально расположенными двухэтажными помещениями рекреации и гардеробных. Активно выделена одноэтажная входная часть, где расположены вестибюль и тамбур. В тыльной стороне примыкают служебные помещения, хозяйственная зона и гостиница.